# Taeniolejeunea peraffinis
Taeniolejeunea peraffinis là một loài Rêu trong họ Lejeuneaceae. Loài này được (Schiffner) Zwickel miêu tả khoa học đầu tiên năm 1933.